# فرودگاه استرهیزی
فرودگاه استرهیزی (به انگلیسی: Esterhazy Airport) یک فرودگاه همگانی است که یک باند فرود آسفالت دارد و طول باند آن ۹۱۴ متر است. این فرودگاه در کشور کانادا قرار دارد و در ارتفاع ۵۱۸ متری از سطح دریا واقع شده است.